# David Kaplan
David Benjamin Kaplan (Los Angeles, 1933) é um filósofo e logicista norte-americano que ensina na Universidade da California. Seu trabalho filosófico foca na lógica, lógica filosófica, lógica modal, filosofia da linguagem, metafísica e epistemologia. Ele é mais conhecido por seu trabalho em demonstrativos, em proposições, e na referência de expressões indexicais. Foi eleito amigo da Academia Americana de Artes e Ciências em 1983 e da Academia Britânica em 2007. 

## Biografia
A sua carreira concentra-se sobretudo na Universidade da Califórnia, onde se graduou em Filosofia em 1956 e em Matemática em 1957. Sua dissertação (PhD obtido em 1964) intitulada "Fundações da Lógica Extensional", foi orientada por Rudolf Carnap. Seu trabalho continua a forte aproximação formal da filosofia associada à UCLA (representada por matemáticos-lógicos-filósofos como Alonzo Church e Richard Montague).
Há muitos anos, Kaplan ensina no curso superior da filosofia da linguagem, focando no trabalho tanto de Gottlob Frege, Bertrand Russell, ou P.F. Strawson. Também ensina um curso relacionado ao livro de Saul Kripke, "O nomear e a Necessidade". Suas vívidas aulas geralmente focam em parágrafos selecionados do ensaio "On Denoting" de Russell, como também do ensaio "On Sense and Reference" de Frege. 

## Trabalho
O trabalho de Kaplan foca primeiramente em problemas da lógica e da filosofia da linguagem. Entretanto, essas aventuras às vezes levam-no a problemas relacionados a outros campos, como o da filosofia da mente.

### Semântica para demonstrativos e expressões indexicais
A mais influente contribuição de Kaplan para a filosofia da linguagem é sua análise semântica de demonstrativos e de indexicais, traçada na série de artigos "Dthat", "Na Lógica dos Demonstrativos", "Demonstrativos" e "Reflexões".
As introspecções de Kaplan concentram-se em duas distinções chave, as quais podem ser respostas à incapacidade da semântica de Frege em lidar com a sensibilidade contextual na linguagem. Primeiramente, no lugar das categorias de Freuge de "Sinn e Bedeutung" (tipicamente traduzida como "senso" e "significado"), Kaplan introduz as noções de personagem e conteúdo. O primeiro é o significado de uma expressão na linguagem, e o último é a proposição (ou componente proposicional) expressado por uma expressão num contexto. Segundamente, Kaplan faz uma distinção explícita entre contexto do discurso e das circunstâncias da avaliação da proposição expressada por um discurso. Contexto pode ser formalizado como um conjunto formado por um expositor, um lugar, um horário, e um mundo possível (e, dependendo da análise do demonstrativo, talvez um conjunto tanto de demonstrações quanto de intenções direcionadas). As circunstanciais de avaliação fazem um papel similar aos mundos possíveis na semântica modal.
Dessas distinções claras, Kaplan então define personagem e conteúdo mais precisamente. Personagem define uma função associada, por convenção, à uma expressão, que leva elementos contextuais como argumentos e dá à conteúdo como valores. Conteúdo, por outro lado, define uma função que recebe como argumentos aqueles elementos das circunstâncias de avaliação relevantes à determinada extensão, e dando a extensão (referente ou valor-verdade) como um valor.
Duas noções mais importantes podem ainda ser definidas.Podemos dizer que uma expressão é sensível ao contexto se somente se seu personagem define uma função não constante (ou seja, se somente se dá valores contextuais diferentes  dado um contexto-elemento-argumento diferente). Uma expressão é não sensível ao contexto se somente se seu personagem define uma função constante. Além disto, a distinção entre personagem e conteúdo é quebrada em caso de expressões não sensíveis ao contexto, e convencionalmente associa cada expressão desta diretamente a um conteúdo.
Por outro lado, uma expressão é diretamente referencial se e somente se seu conteúdo define uma função constante de circunstâncias de avaliação à extensão. Kaplan também caracteriza expressões diretamente referenciais como aquelas que referem sem a mediação do senso de Frege, ou como aquelas as quais as únicas contribuições ao conteúdo são seus referentes. Ainda, no caso de expressões diretamente referencial, podemos dizer que a distinção entre conteúdo e referente é quebrada.
Qualquer termo singular é diretamente referencial segundo Kaplan. Então a seguinte imagem intuitiva emerge: o significado de um indexical é uma regra levando-nos de alguma parte do contexto para uma expressão, e o significado de uma expressão é um pouco de conteúdo proposicional que determina a extensão em cada mundo possível.
Kaplan segue a usar este tema semântico para explicar fenômenos da relação entre necessário e verdade a priori. Um discurso é dito ser necessariamente verdadeiro se e somente se o conteúdo que expressa é verdade em toda circunstância possível; enquanto um discurso é dito ser verdadeiro a priori se e somente se expressa, em cada contexto, um conteúdo que é verdadeiro nas circunstancias em que o contexto é uma parte. Então, "Estou aqui agora" é verdade a priori porque cada expressão indexical utilizada ("Eu", "aqui", "agora") se referem diretamente ao falante, local e tempo do discurso. Mas o discurso não é necessariamente verdade, pois qualquer falante poderia estar em um local diferente naquele mesmo tempo, dado as diferentes circunstâncias de avaliação. Por outro lado, "Eu sou David Kaplan", dita por David Kaplan, é necessariamente verdade, dado que "Eu" e "David Kaplan" (ambas expressões diretamente referenciais) referem-se ao mesmo objeto em toda circunstância de avaliação. Entretanto, a mesma sentença não é verdadeira a priori, pois se fosse dita em um contexto diferente (por exemplo, num com um falante diferente de Kaplan), poderia ser falsa.
Outro resultado da teoria de Kaplan é que esta resolve o Paradoxo de Frege para indexicais. A grosso modo, o paradoxo surge pois indexicais são feitos para serem diretamente referenciais, ou seja, eles não referem-se por significados de um senso de Frege. Entretanto, Frege explica valor cognitivo em termos do senso. Além do mais, surge o seguinte problema: as sentenças "Eu sou David Kaplan", dita por David Kaplan, "ele é David Kaplan", dita por alguém apontando para David Kaplan, e "David Kaplan é David Kaplan", dita por qualquer pessoa, todas expressam o mesmo conteúdo e referem-se ao mesmo indivíduo. Porém, cada uma das três têm um valor cognitivo diferente (é possível acreditar racionalmente em uma ao mesmo tempo que nega-se outra). Kaplan explica isto associando valor cognitivo com personagem ao invés do conteúdo, mesmo que remediando o problema. (Há problemas com este enfoque, aos quais Kaplan os explora em "Reflexões").
Entretanto, a teoria semântica de Kaplan enfrenta um problema com nomes próprios, os quais parecem ser ambos referencial direto e não sensível ao contexto. Na explicação de Kaplan, isto significa que funções constantes são definidas tanto pelo nome próprio do personagem quanto seu conteúdo, tal qual implicaria que nomes próprios não têm significado além da referência. Porquanto este enfoque para com nomes próprios não é novo (John Stuart Mill sendo um dos primeiros defensores), o Paradoxo de Frege é pensado para causar dúvida em qualquer questão. Muitos filósofos tentaram lidar com este problema (principalmente Joseph Almog, David Braun, Michael Devitt, John Perry, Nathan Salmon, Scott Soames, e Howard Wettstein), mas nenhuma solução foi amplamente aceita.

### Quantificando
Em seu artigo "Quantificando" (1968), Kaplan debate problemas de discurso intencional e indireto, como o da falha da substituição, falha na generalização existencial, e da distinção entre de re / de dicto, atribuições da atitude proposicional. Problemas como esses foram salientados primeiramente por W.V. Quine em "Quantificadores e Atitudes Proposicionais" (1956).
A expressão "quantificando" vem da exposição de Quine do qual ele chama construções "relacionais" de uma sentença existencial. Em tais casos, a variável ligada anteriormente por um operador de ligação de variável ocorre num contexto não extensional como àquele criado por uma cláusula do tipo "aquele", ou, alternativamente, por uma atitude proposicional ou operadores modais. O expressão idiomática "quantificando" captura a noção de que operador de ligação de variável (por exemplo, o quantificador existencial "algo") alcança, por falar, o contexto não extensional de ligar a variável ocorrente no seu escopo. Por exemplo, (usando uma cláusula de atitude proposicional), se algo quantifica na sentença "Ralph acredita que Ortcutt é um espião", o resultado é (parcialmente formalizado):
(Ǝx)(Ralph acredita que x é um espião)
["Há alguém no qual Ralph acredita que é um espião"]
Em resumo, Kaplan tenta (entre outras coisas) providenciar um aparato (no estilo de Frege) que permite alguém quantificar em contextos tão intencionais mesmo se eles demonstram o tipo de falha da substituição no qual Quine expõe. Se bem-sucedido, isto mostra que Quine está errado em pensar que a falha da substituição implica na falha da generalização existencial (ou incapacidade de quantificar) as cláusulas nas quais aparecem tal falha da substituição.

### Pedagogia lógica e o Programa Lógica 2000
Recentemente, Kaplan se esforçou muito em ensinar lógica introdutória. A principal contribuição tem sido seu trabalho em criar um programa de computador, Lógica 2000, no qual os estudantes podem fazer seus exercícios. Lógica 2000 está atualmente para uso gratuito. O programa tem diversas partes, incluindo um módulo de derivação, um módulo de simbolização, um módulo de modelos, e muito mais. O programa foi desenvolvido inicialmente para complementar o texto lógico de Donaldo Kalish e Richard Montague, e portanto, o módulo de derivações utiliza seu destacado sistema de dedução natural. Talvez a característica mais significante do programa é sua capacidade de resposta ao usuário e de correção. O programa pode prover o estudante com mensagens de erro amplas e imediatas, detalhando quaisquer erros que o estudante pode ter cometido no exercício no qual ele ou ela etá atualmente trabalhando.